# Копыловка (Пермский край)
Копыловка — деревня в Оханском городском округе Пермского края России.

## Географическое положение
Деревня примыкает к западной границе города Оханск.

## История
Известна с 1784 года как деревня Копылов Лог. С 2006 по 2018 год входила в состав Тулумбаихинского сельского поселения Оханского района. После упразднения обоих муниципальных образований стала рядовым населенным пунктом Оханского городского округа.

## Климат
Климат умеренно — континентальный. Наиболее теплым месяцем является июль, средняя максимальная температура которого 24,8°С, а самым холодным январь со среднемесячной температурой — 17,3°С. Среднегодовая температура 2,1°С.

## Население
Постоянное население составляло 124 человека (97 % русские) в 2002 году, 100 человек в 2010 году. 